# Magelona longicornis
Magelona longicornis är en ringmaskart. Magelona longicornis ingår i släktet Magelona och familjen Magelonidae. Inga underarter finns listade i Catalogue of Life.